# Renita Farrell
Renita Maree Farrell (Townsville, 30 de mayo de 1972) es una exjugadora australiana de hockey sobre césped.

## Trayectoria
Farrell tuvo su debut olímpico en  Atlanta 1996. En el torneo derrotó a Corea del Sur en la final y consiguió la medalla olímpica. En los Juegos Olímpicos de Sídney 2000 venció a Argentina en la final y ganó su segunda medalla de oro.